# Tour de France 1970
Il Tour de France 1970, cinquantasettesima edizione della Grande Boucle, si svolse in ventidue tappe precedute da un prologo iniziale, tra il 27 giugno e il 19 luglio 1970, per un percorso totale di 4 366 km.
Fu vinto per la seconda volta consecutiva dal passista-cronoman, scalatore e finisseur belga Eddy Merckx (al secondo podio nella Grande Boucle, e sempre sul gradino più alto, su due partecipazioni alla Grande Boucle).
Il Cannibale fiammingo riuscì, così, per la prima volta (si ripeterà nel 1972 e nel 1974) a realizzare l'accoppiata di vittorie Giro d'Italia - Tour de France nello stesso anno solare, terzo nella storia dopo Fausto Coppi (1949 e 1952) e Jacques Anquetil (1964).
Il "Cannibale" terminò le sue fatiche sugli asfalti di Francia in 119h31'49", davanti a due corridori esordienti al Tour. 
Il passista-finisseur olandese Joop Zoetemelk (al primo podio della carriera al Tour. Il primo di una lunga serie) si piazzò al secondo posto della classifica generale.
In terza posizione nella graduatoria generale si classificò il passista-cronoman svedese Gösta Pettersson (al primo ed unico podio della sua carriera nella corsa a tappe francese). Petterson, tuttora, risulta l'unico svedese mai salito sul podio della Grande Boucle.

## Tappe
| Tappa  | Data      | Percorso                                     | km    | Vincitore di tappa       | Leader cl. generale |
| ------ | --------- | -------------------------------------------- | ----- | ------------------------ | ------------------- |
| Prol.  | 27 giugno | Limoges (cron. individuale)                  | 7,4   | Eddy Merckx              | Eddy Merckx         |
| 1ª     | 27 giugno | Limoges > La Rochelle                        | 224,5 | Cyrille Guimard          | Eddy Merckx         |
| 2ª     | 28 giugno | La Rochelle > Angers                         | 200   | Italo Zilioli            | Italo Zilioli       |
| 3ª-1ª  | 29 giugno | Angers (cron. a squadre)                     | 10,7  | Faema-Faemino            | Italo Zilioli       |
| 3ª-2ª  | 29 giugno | Angers > Rennes                              | 140   | Marino Basso             | Italo Zilioli       |
| 4ª     | 30 giugno | Rennes > Lisieux                             | 229   | Walter Godefroot         | Italo Zilioli       |
| 5ª-1ª  | 1º luglio | Lisieux > Rouen                              | 94,5  | Walter Godefroot         | Italo Zilioli       |
| 5ª-2ª  | 1º luglio | Rouen > Amiens                               | 113   | Joseph Spruyt            | Italo Zilioli       |
| 6ª     | 2 luglio  | Amiens > Valenciennes                        | 135,5 | Roger de Vlaeminck       | Eddy Merckx         |
| 7ª-1ª  | 3 luglio  | Valenciennes > Forest (BEL)                  | 119   | Eddy Merckx              | Eddy Merckx         |
| 7ª-2ª  | 3 luglio  | Forest (BEL) (cron. individuale)             | 7,2   | José Antonio González    | Eddy Merckx         |
| 8ª     | 4 luglio  | Ciney (BEL) > Felsberg (FRG)                 | 232,5 | Alain Vasseur            | Eddy Merckx         |
| 9ª     | 5 luglio  | Saarlouis (FRG) > Mulhouse                   | 269,5 | Mogens Frey              | Eddy Merckx         |
| 10ª    | 6 luglio  | Belfort > Divonne-les-Bains                  | 241   | Eddy Merckx              | Eddy Merckx         |
| 11ª-1ª | 7 luglio  | Divonne-les-Bains (cron. individuale)        | 8,8   | Eddy Merckx              | Eddy Merckx         |
| 11ª-2ª | 7 luglio  | Divonne-les-Bains > Thonon-les-Bains         | 139,5 | Marino Basso             | Eddy Merckx         |
| 12ª    | 8 luglio  | Thonon-les-Bains > Grenoble                  | 194   | Eddy Merckx              | Eddy Merckx         |
| 13ª    | 9 luglio  | Grenoble > Gap                               | 195,5 | Primo Mori               | Eddy Merckx         |
| 14ª    | 10 luglio | Gap > Mont Ventoux                           | 170   | Eddy Merckx              | Eddy Merckx         |
| 15ª    | 11 luglio | Carpentras > Montpellier                     | 144,5 | Marinus Wagtmans         | Eddy Merckx         |
| 16ª    | 12 luglio | Montpellier > Tolosa                         | 259,5 | Albert Van Vlierberghe   | Eddy Merckx         |
| 17ª    | 13 luglio | Tolosa > Saint-Gaudens                       | 190   | Luis Ocaña               | Eddy Merckx         |
| 18ª    | 14 luglio | Saint-Gaudens > La Mongie/Tourmalet          | 135,5 | Bernard Thévenet         | Eddy Merckx         |
| 19ª    | 15 luglio | Bagnères-de-Bigorre > Mourenx/Ville Nouvelle | 185,5 | Christian Raymond        | Eddy Merckx         |
| 20ª-1ª | 16 luglio | Mourenx > Bordeaux                           | 231   | Rolf Wolfshohl           | Eddy Merckx         |
| 20ª-2ª | 16 luglio | Bordeaux (cron. individuale)                 | 8,2   | Eddy Merckx              | Eddy Merckx         |
| 21ª    | 17 luglio | Ruffec > Tours                               | 191,5 | Marino Basso             | Eddy Merckx         |
| 22ª    | 18 luglio | Tours > Versailles                           | 238,5 | Jean-Pierre Danguillaume | Eddy Merckx         |
| 23ª    | 19 luglio | Versailles > Parigi (cron. individuale)      | 54    | Eddy Merckx              | Eddy Merckx         |
| Totale | Totale    | Totale                                       | 4 366 |                          |                     |

## Squadre e corridori partecipanti

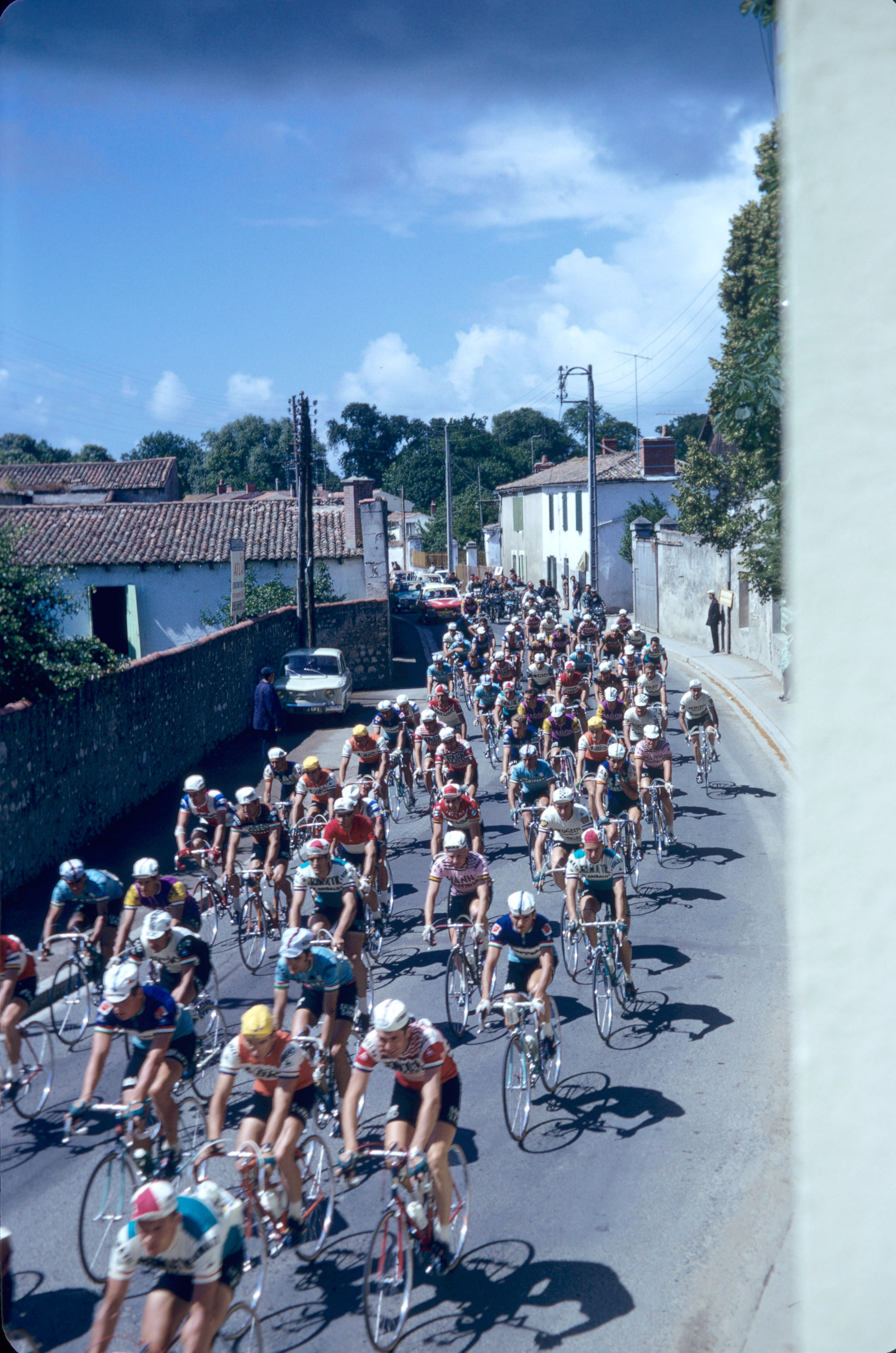
Il gruppo a La Rochelle durante la seconda tappa

| N.    | Cod. | Squadra                          |
| ----- | ---- | -------------------------------- |
| 1-10  | FAE  | Faema-Faemino                    |
| 11-20 | PEU  | Peugeot-BP-Michelin              |
| 21-30 | FAG  | Fagor-Mercier-Hutchinson         |
| 31-40 | SAL  | Salvarani                        |
| 41-50 | KAS  | KAS-Kaskol                       |
| 51-60 | WIL  | Willem II-Gazelle                |
| 61-70 | MOL  | Molteni                          |
| 71-80 | FRI  | Frimatic-De Gribaldy-Viva-Wolber |

| N.      | Cod. | Squadra                |
| ------- | ---- | ---------------------- |
| 81-90   | BIC  | Bic                    |
| 91-100  | SON  | Sonolor-Lejeune-Wolber |
| 101-110 | MAN  | Mann-Grundig           |
| 111-120 | FLA  | Flandria-Mars          |
| 121-130 | CAB  | Caballero-Laurens      |
| 131-140 | FER  | Ferretti               |
| 141-150 | SCI  | Scic                   |

## Resoconto degli eventi
Al Tour de France 1970 parteciparono 150 corridori in rappresentanza di 15 squadre: 5 francesi, 4 italiane, 3 belghe, 2 olandesi, 1 spagnola. I partecipanti erano 39 francesi, 35 belgi, 34 italiani, 21 olandesi, 12 spagnoli, 2 svedesi, 2 lussemburghesi, 1 tedesco, 1 svizzero, 1 britannico, 1 danese, 1 portoghese. Dei 150 corridori che presero il via, 100 giunsero a Parigi, portando al termine la gara. 
Eddy Merckx, già vincitore quell'anno della Parigi-Nizza, della Parigi-Roubaix e del Giro d'Italia, dominò la Grande Boucle dopo aver già vinto nella stagione precedente. Prese la maglia gialla già al primo giorno vincendo il cronoprologo di Limoges, la cedette l'indomani al compagno di squadra Italo Zilioli, trionfatore in solitaria della seconda tappa ad Angers, e la riprese quattro giorni dopo sul traguardo di Valenciennes approfittando del ritardo di circa un minuto accusato da Zilioli.
Non la lascerà più, anzi porterà il simbolo del primato fino a Parigi vincendo altre quattro tappe in linea, fra cui quella con arrivo sul Mont Ventoux, e tre a cronometro. In totale fu in maglia gialla al termine di ventitré frazioni, comprese le semitappe, sulle ventinove corse, e fu anche in questa edizione, come in quella precedente, il corridore che si aggiudicò il maggior numero di frazioni: otto, più la cronometro a squadre vinta dalla sua Faema-Faemino.
Con Felice Gimondi e Gianni Motta assenti, Roger Pingeon ritiratosi dopo sole sette tappe, Lucien Aimar e Jan Janssen indietro in classifica (17º e 26º finale rispettivamente), colui che riuscì ad aggiudicarsi la piazza d'onore fu il ventitreenne olandese Joop Zoetemelk, neoprofessionista con la Flandria-Mars e negli anni a seguire altre cinque volte secondo. Sesto fu un coetaneo di Zoetemelk, il belga Lucien Van Impe; settimo Raymond Poulidor, di dieci anni più anziano.

## Classifiche finali

### Classifica generale - Maglia gialla
| Pos. | Corridore          | Squadra      | Tempo      |
| ---- | ------------------ | ------------ | ---------- |
| 1    | Eddy Merckx        | Faema        | 119h31'49" |
| 2    | Joop Zoetemelk     | Flandria     | a 12'41"   |
| 3    | Gösta Pettersson   | Ferretti     | a 15'54"   |
| 4    | M. Van Den Bossche | Molteni      | a 18'53"   |
| 5    | Marinus Wagtmans   | Willem II    | a 19'54"   |
| 6    | Lucien Van Impe    | Sonolor      | a 20'34"   |
| 7    | Raymond Poulidor   | Fagor        | a 20'35"   |
| 8    | Antoon Houbrechts  | Salvarani    | a 21'34"   |
| 9    | Francisco Galdós   | KAS-Kaskol   | a 21'45"   |
| 10   | Georges Pintens    | Mann-Grundig | a 23'23"   |

### Classifica a punti - Maglia verde
| Pos. | Corridore        | Squadra   | Punti |
| ---- | ---------------- | --------- | ----- |
| 1    | Walter Godefroot | Salvarani | 212   |
| 2    | Eddy Merckx      | Faema     | 207   |
| 3    | Marino Basso     | Molteni   | 161   |
| 4    | Jan Janssen      | Bic       | 151   |
| 5    | Cyrille Guimard  | Fagor     | 138   |

### Classifica scalatori
| Pos. | Corridore              | Squadra    | Punti |
| ---- | ---------------------- | ---------- | ----- |
| 1    | Eddy Merckx            | Faema      | 128   |
| 2    | Andrés Gandarias       | KAS-Kaskol | 94    |
| 3    | Martin Van Den Bossche | Molteni    | 85    |
| 4    | Lucien Van Impe        | Sonolor    | 65    |
| 5    | Franco Mori            | Molteni    | 64    |

### Classifica combinata - Maglia bianca
| Pos. | Corridore              | Squadra   | Punti |
| ---- | ---------------------- | --------- | ----- |
| 1    | Eddy Merckx            | Faema     | 4     |
| 2    | Martin Van Den Bossche | Molteni   | 21,5  |
| 3    | Marinus Wagtmans       | Willem II | 23    |
| 4    | Lucien Van Impe        | Sonolor   | 25,5  |
| 5    | Joop Zoetemelk         | Flandria  | 32,5  |

### Classifica a squadre
| Pos. | Squadra                | Tempo |
| ---- | ---------------------- | ----- |
| 1    | Salvarani              |       |
| 2    | KAS-Kaskol             |       |
| 3    | Faema-Faemino          |       |
| 4    | Sonolor-Lejeune-Wolber |       |
| 5    | Mann-Grundig           |       |